# Ulrike Höhmann
Ulrike Höhmann (* 31. Oktober 1956 in Mülheim an der Ruhr) ist eine deutsche Pflegewissenschaftlerin und Professorin im Bereich der Gesundheits- und Pflegewissenschaften.

## Leben
Höhmann besuchte bis 1975 staatliche Gymnasium in Mülheim an der Ruhr. Nach einer Krankenpflegeausbildung (Abschluss: Krankenschwester) studierte sie Soziologie, Psychologie und Politikwissenschaft an der Universität Freiburg. Sie schloss 1984 mit dem Magister ab. Ihre Promotion zum Dr. rer. medic. erfolgte am Institut für Gesundheits- und Pflegewissenschaft an der Universität Halle im Jahr 2002.
1987 bis 1989 war sie Dozentin an der Zivildienstschule in Trier, wo sie den späteren Pflegestatistiker und Mitarbeiter Hilde Steppes, Egon Bloh, kennenlernte. Von 1989 bis 1993 übte sie eine Referenten-, Lehr- und Forschungstätigkeit an der Stiftung Rehabilitation, Heidelberg (SRH-Group), aus, 1993 bis 1997 leitete sie das Agnes-Karll-Institut für Pflegewissenschaft des Deutschen Berufsverbandes für Pflegewissenschaft, Eschborn, 1997 bis 2013 war sie Professorin für Pflegewissenschaft an der Evangelischen Hochschule Darmstadt, dort 2002 Gründungsgeschäftsführerin des Hessischen Instituts für Pflegewissenschaft (HessIP, ein Kooperationsinstitut der University of Applied Sciences Frankfurt, der Hochschule Fulda und der Evangelischen Hochschule Darmstadt). Seit 2013 hielt sie den Lehrstuhl für „Multiprofessionelle Versorgung chronisch kranker Menschen“ an der Universität Witten/Herdecke inne und leitete den dortigen Masterstudiengang „Multiprofessionelle Versorgung von Menschen mit Demenz und chronischen Einschränkungen“.
Im Rahmen der 11. Konsensuskonferenz zum Expertenstandard zur „Erhaltung und Förderung der Hautintegrität in der Pflege“ des Deutschen Netzwerks für Qualitätsentwicklung in der Pflege wurde Höhmann für ihr Lebenswerk mit der Goldenen Ehrennadel des Deutschen Berufsverbandes für Pflegeberufe (DbfK) ausgezeichnet. Die Auszeichnung wurde überreicht von Christel Bienstein.
Höhmann ist mit dem Soziologen Peter Höhmann verheiratet.

## Veröffentlichungen (Auswahl)
- mit H. Weinrich und G. Gätschenberger: Die Bedeutung des Pflegeplanes für die Qualitätssicherung in der Pflege. (= Forschungsbericht. 261). Bundesministerium für Arbeit und Sozialordnung, Bonn 1996.
- mit G. Müller-Mundt und B. Schulz: Qualität durch Kooperation – Gesundheitsdienste in der Vernetzung. Mabuse, Frankfurt 1997.
- Kooperative Qualitätsentwicklung als ein Gegenstand partizipativer Interventionsforschung. In: D. Schaeffer, G. Müller-Mundt: Qualitative Gesundheits- und Pflegeforschung – Handbuch Gesundheitswissenschaften. Bern 2002, S. 179–200.
- Spezifische Vernetzungserfordernisse für chronisch kranke, langzeitpflegebedürftige Menschen. DZA (Hrsg.) Expertisen zum 4. Altenbericht. Band III: Hochaltrigkeit und Demenz als Herausforderungen an die Gesundheits- und Pflegeversorgung. Hannover 2002, S. 289–428.
- Finanzielle Förderin und Ideengeberin. (Interview mit Ulrike Höhmann): In: E. M. Ulmer, E. M. Krampe, W. Hass, H. Wackerhagen (Hrsg.): Hilde Steppe «Die Vielfalt sehen, statt das Chaos zu befürchten». Ausgewählte Werke. Hans Huber Verlag, Bern 2003, ISBN 3-456-83919-7, S. 118–126.
- mit E. M. Panfil, K. Stegmüller und E. M. Krampe: BuBI: Berufseinmündungs- und -verbleibsstudie Hessischer PflegewirtInnen – eine Studie des Hessischen Instituts für Pflegeforschung (HessIP). In: Pflege & Gesellschaft. (13) 3, 2008, S. 215–234.
- Voraussetzungen und Möglichkeiten berufs- und einrichtungsübergreifender Kooperation zur Verbesserung der Versorgungsqualität pflegebedürftiger Menschen. In: Renate Stemmer (Hrsg.): Qualität in der Pflege – trotz knapper Ressourcen. Mainzer Schriften Pflegebibliothek. Schlüter’sche Hannover 2009, S. 11–27. ISBN 978-3-89993-216-4.
- mit Tobias Mai und Wilfried Schnepp: Die Lebenssituation Parkinsonbetroffener und deren Angehörigen im Spiegel der Literatur – ein Überblick, in: Pflege, die wissenschaftliche Zeitschrift für Pflegeberufe, Hogrefe Bern 2010, S. 81–98.
- Die Akademisierung der Pflege: Vom Bohren dicker Bretter. In: R. Palm, M. Dichter (Hrsg.): Pflegewissenschaft in Deutschland – Errungenschaften und Herausforderungen. Bern 2013, S. 316–324.
- Mobbing als entgrenzte Karrierestrategie in Umstrukturierungsprozessen: Einige Überlegungen zu Mobbing fördernden Rahmenbedingungen in pflegebezogenen Arbeitsfeldern. In: Pflege&Gesellschaft. 18, 1, 2013, S. 77–81.
- mit P. Höhmann: Wahrnehmen als Aufgabe der empirischen Sozialforschung. In: R. Zitt u. a.: Wahrnehmen. (= Theologie und soziale Wirklichkeit). Stuttgart 2013, ISBN 978-3-17-022645-6, S. 209–245.
- mit S. Bartholomeyczik: Komplexe Wirkungszusammenhänge in der Pflege erforschen: Konzepte statt Rezepte. In: Pflege & Gesellschaft. (18), 4, 2013, S. 293–312.
- Die Pflegedokumentation in der stationären Altenpflege: Paradoxe Sicherheiten. In: H. Hoch, P. Zoche (Hrsg.): Sicherheiten und Unsicherheiten – Soziologische Beiträge. In: Zivile Sicherheit. Band 8, 2014, S. 235–256.
- mit D. Schmitz, M. Lautenschläger und O. Inhester: Neue Perspektiven: Interprofessionelle Zusammenarbeit für eine bessere Versorgung von Menschen mit Demenz. In: Dr. med. Mabuse. 216, Juli/August 2015, S. 50–51.
- mit Martina Hasseler: Zur Diskussion: Das „Neue Begutachtungsassessment“ zur Feststellung der Pflegebedürftigkeit: Plädoyer für eine dringliche Debatte in der Pflegewissenschaft, die zwischen „Wissenschaft“ und „Politik“ differenziert. In: Pflege & Gesellschaft, Juventa Weinheim 2015, 20:2:173-179.

Sie ist Mitherausgeberin der Zeitschrift Pflege & Gesellschaft, Juventa, Weinheim.